# Donidea verticis
Donidea verticis är en insektsart som först beskrevs av Baker 1903.  Donidea verticis ingår i släktet Donidea och familjen dvärgstritar. Inga underarter finns listade i Catalogue of Life.